# 南興路 (新園鄉)
南興路（英文：Nansing Rd.）是中華民國屏東縣新園鄉南端的南北向主要幹道。本道路經港西、烏龍地區，全線屬台27線。起端於中和路口，前端接興安路往仙吉、瓦磘村及萬丹鄉。途中與臥龍路口呈T字型交叉，往西亦行捷徑可轉台17線接雙園大橋至高雄市。末端與屬台17線的臨海路呈Y字型岔路交會，也是台27線終點。繼往南接東港大橋北端跨越東港溪至東港鎮，為新園鄉往來東港鎮的主要道路。因本道路附近為台17線，所以也是屏東縣、高雄市兩地之間沿海往來重要道路之一。

## 行經行政區域
- 新園鄉

## 沿線設施
（由北至南）
- 港西社區
- 屏62線中和路
- 台灣自來水公司第七區管理處東港溪取水站
- 台灣中油鼎勝加油站
- 龍港路（接龍港大橋橫跨東港溪至崁頂鄉）
- 烏龍社區
- 烏龍龍聖宮（龍頭路46之2號）
- 屏65線興厝路
- 臥龍路（往西轉台17線接雙園大橋至高雄市）
- 台灣銀行新園分行南興服務處
- 新園鄉農會超市
- 屏東縣政府警察局東港分局興龍派出所
- 新園鄉烏龍、興龍、南龍、中洲等四村聯合活動中心
- 屏東縣立烏龍國小（页面存档备份，存于）
- 烏龍郵局
- 臨海路

## 本道路交通
- 屏東客運
  - 8202 屏東－萬丹－東港
  - 8205 屏東－萬丹－東港－枋寮－恆春
- 高雄客運、屏東客運、中南客運、國光客運聯營
  - 9117「墾丁列車」（經台17線）
    - 高雄客運、屏東客運、中南客運：高鐵左營站－高雄火車站－高雄國際機場－林園－東港－林邊－枋寮－楓港－恆春－墾丁
    - 國光客運：高雄客運自立站－高雄火車站－高雄國際機場－林園－東港－林邊－枋寮－楓港－恆春－墾丁

  - 9127（經台88線）
    - 高雄客運自立站－高雄火車站－烏龍－東港－大鵬灣